# یخدان بحرود
یخدان بحرود مربوط به دوره قاجار است و در شهرستان فیروزه، بخش مرکزی، دهستان تحت جلگه، جنوب غربی روستای بحرود واقع شده و این اثر در تاریخ ۱۲ دی ۱۳۸۶ با شمارهٔ ثبت ۲۰۴۷۷ به‌عنوان یکی از آثار ملی ایران به ثبت رسیده‌است.